# El médico (Gerrit Dou)

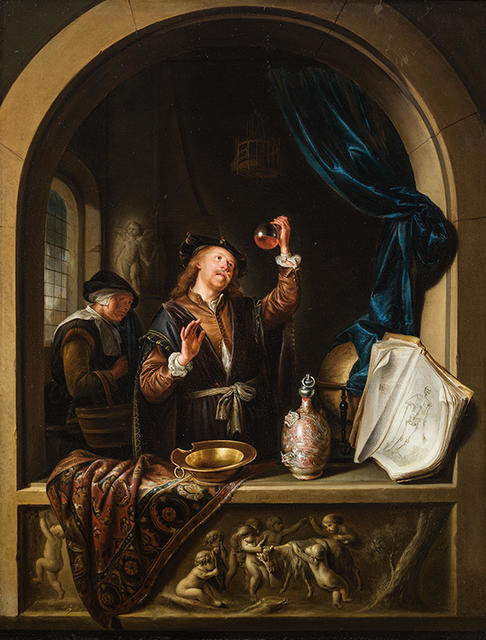
El médico (1653) de Gerrit Dou.

El médico es una pintura al óleo de 1653 del artista holandés del Siglo de Oro Gerrit Dou, y actualmente forma parte de la Galería de Arte de Christchurch. Existe en dos versiones: una (óleo sobre lámina de cobre) en la Galería de Arte de Christchurch  y la otra en la Gemäldegalerie de Berlín. 

## Descripción
La obra es una típica "pintura de nicho" de los Leiden fijnschilders del siglo XVII, en que figuras o escenas se enmarcan en un fingido arco con alféizar. Representa una figura (el médico) sosteniendo en alto una botella de cristal redonda rellena de líquido naranja a contraluz. Una criada del doctor o enviada por un paciente para que examine su orina, atisba detrás preocupada mientras sostiene colgando del brazo un cubo, intentando ver lo que está haciendo el doctor. El tema es el de una práctica médica entonces aun común de la uroscopia, y este tema popular entre los pintores barrocos holandeses se llama comúnmente "piskjker" en los inventarios contemporáneos. El médico muestra los rasgos del propio Dou, y otra versión se encuentra en el Kunsthistorisches Museum. El relieve debajo de la ventana de Niños jugando con una cabra de Francois Duquesnoy fue uno que Dou repitió en muchas de sus "pinturas de nicho". Sobre él cuelga una alfombra ricamente bordada y están ante el médico una bacía para las sangrías, una rica botella de plata adornada con relieves y un libro abierto de anatomía muy usado, probablemente una copia del De humani corporis fabrica de Vesalio, así como un globo terráqueo medio tapado por una cortina azul, todo lo cual pretende plasmar la amplitud de los conocimientos del médico tanto como la habilidad del artista para representar las distintas cualidades materiales de los objetos.

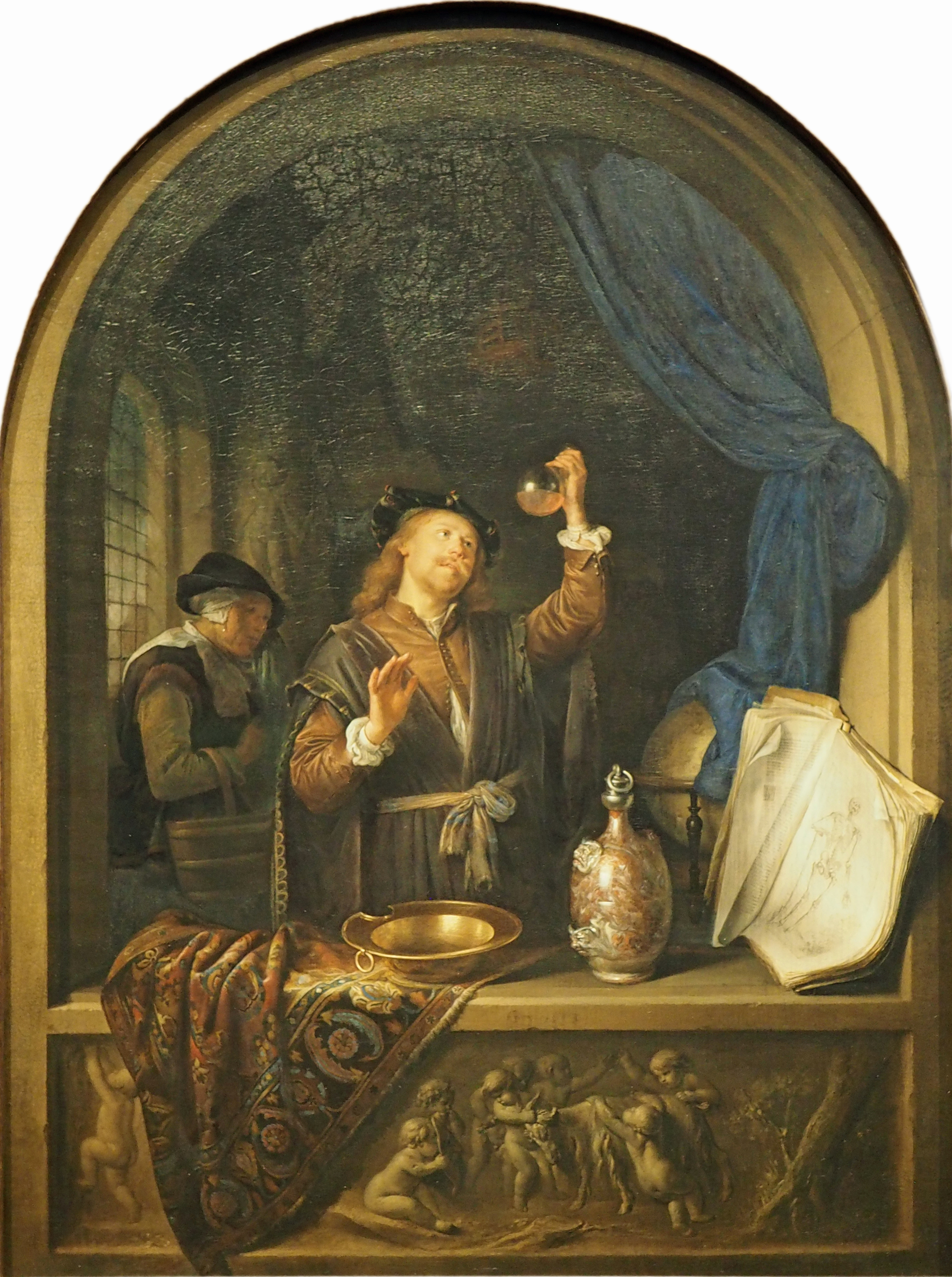
Versión en Viena.
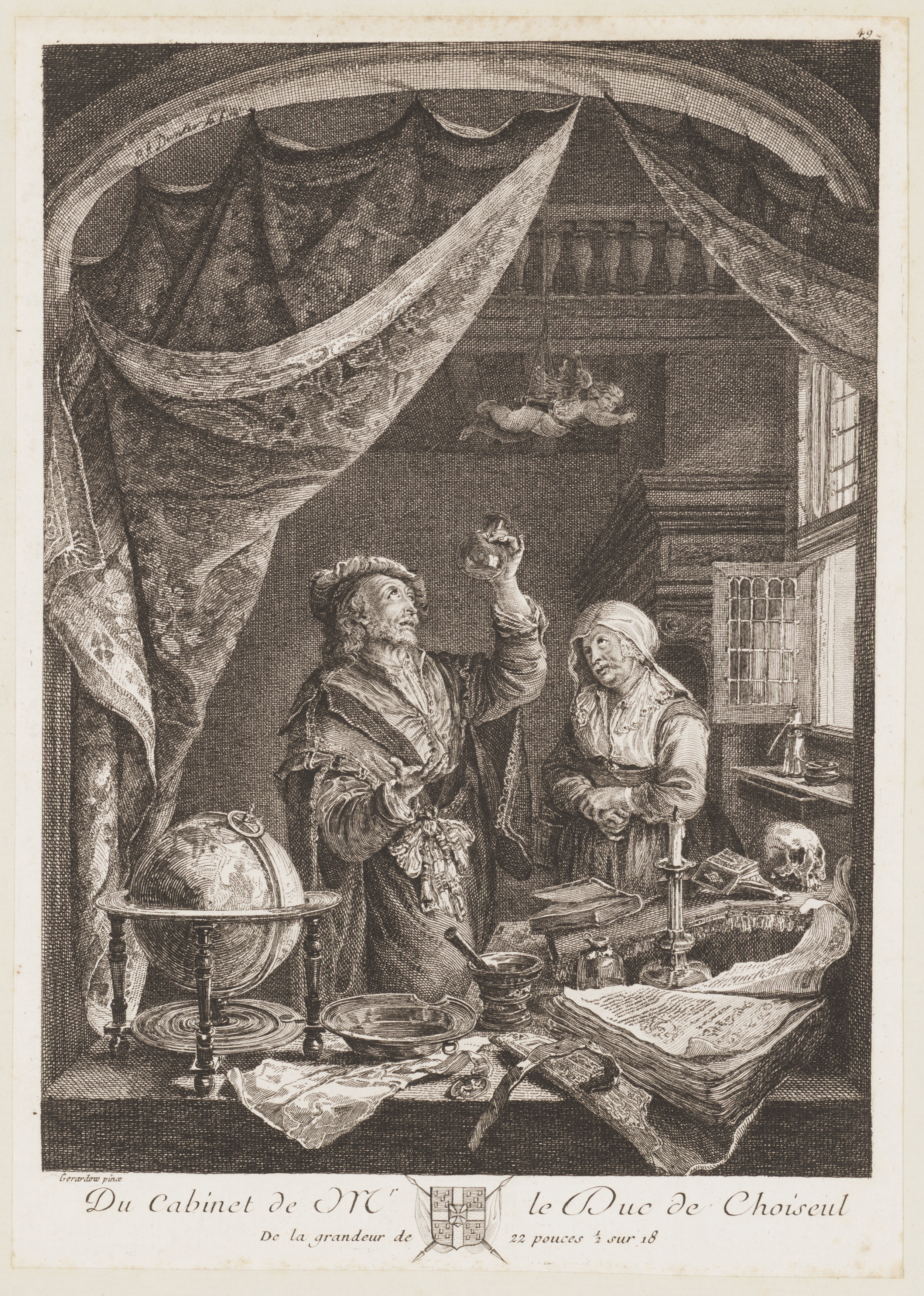
Version en grabado, propiedad de Étienne François, duque de Choiseul.